# Aphytis matruhi
Aphytis matruhi är en stekelart som beskrevs av Abd-rabou 2004. Aphytis matruhi ingår i släktet Aphytis och familjen växtlussteklar.
Artens utbredningsområde är Egypten. Inga underarter finns listade i Catalogue of Life.